# Alfred Bielschowsky
Alfred Bielschowsky (ur. 11 grudnia 1871 w Namysłowie, zm. 5 stycznia 1940 w Nowym Jorku) – niemiecki lekarz okulista żydowskiego pochodzenia. Specjalizował się w fizjologii i patologii narządu wzroku.

## Życiorys
Bielschowsky urodził się w Namysłowie (wówczas Namslau), jako syn Hermanna i Selmy z domu Holländer. Uczęszczał do Königliches Katholisches Gymnasium w Kłodzku, po czym studiował medycynę na Uniwersytecie we Wrocławiu i w Heidelbergu, studia ukończył w 1891 roku. Jego nauczycielem okulistyki w Heidelbergu był Theodor Leber. Bielschowsky uczył się też w Berlinie, gdzie uczęszczał na wykłady Karla Ernsta Theodora Schweiggera. Tytuł doktora medycyny otrzymał w marcu 1893 roku w Lipsku.
Bielschowsky zaczął pracować w Klinice Ocznej Uniwersytetu w Lipsku, w 1900 uzyskał habilitację i został Privatdozentem. W 1906 awansował na profesora nadzwyczajnego. W Lipsku uczył się u Ewalda Heringa. W 1912 roku otrzymał katedrę okulistyki na Uniwersytecie w Marburgu.
Podczas I wojny światowej prowadził oddział i kursy Braille’a dla oślepionych żołnierzy. Razem z Carlem Strehlem założył Związek Niewidomych Akademików Niemiec (Verein blinder Akademiker Deutschlands). Za wojenne zasługi otrzymał Krzyż Żelazny od Paula von Hindenburga i tytuł tajnego radcy medycznego (Geheimer Medizinalrat) od cesarza Wilhelma II (1918 r.).
W 1923 otrzymał katedrę we Wrocławiu. Podczas pracy w tym mieście opublikował Die Lähmungen der Augenmuskeln, cenioną monografię na temat zaburzeń ruchów zewnętrznych mięśni oka.
W 1934 roku z powodu antysemickich prześladowań stracił pracę. W 1936 wyemigrował do Stanów Zjednoczonych. Został kierownikiem Dartmouth Eye Institute w Dartmouth College w Hanoverze w stanie New Hampshire. Zmarł 5 stycznia 1940 roku w Nowym Jorku.

## Wybrane prace
W dorobku publikacyjnym A. Bielschowsky'ego znajdują się m.in.:
- Hofmann FB, Bielschowsky A: Ueber die der Willkür entzogenen Fusionsbewegungen der Augen. Pflüger's Archiv für d. ges. Physiologie 80, 1-40, 1900
- Hofmann FB, Bielschowsky A: Die Verwerthung der Kopfneigung zur Diagnostik von Augenmuskellähmungen aus der Heber- und Senkergruppe. v. Graefe's Arch. f. Ophthalm 51, 174-185, 1900
- Die neueren Anschauungen über das Sehen der Schielenden. Klinische Monatbl. f. Augenheilk 38 (Beilageheft), 93-107, 1900
- Ueber die sogenannte Divergenzlähmung und Discussion dieses Vortrags. Bericht über die 28. Versamml. der Ophthalmol. Gesellsch. Heidelberg 110-124, 1900

## Życie prywatne
Żoną Alfreda Bielschowskiego była Frieda Johanna Blume (1877–1964), z którą wziął ślub 12 marca 1902 roku w Lipsku. Mieli troje dzieci: Ulricha Petera (1903-1936), Ingeborg (1906–1976) i Heinza (1908–1987).

## Upamiętnienie
Na cześć Bielschowsky'ego w medycynie używa się następujących eponimów:
- test Bielschowsky'ego – badanie pozwalające wykryć porażenie mięśnia skośnego górnego wskutek porażenia nerwu bloczkowego,
- zjawisko Bielschowsky'ego – objaw obserwowany w zezie,
- test Heringa-Bielschowsky'ego – test polegający na wywoływaniu powidoków,
- zespół Rotha-Bielschowsky'ego – oftalmoplegia międzyjądrowa, spowodowana uszkodzeniem pęczka podłużnego przyśrodkowego, łączącego jądra czaszkowe nerwów III, IV i VI.

W rodzinnym mieście Bielschowsky'ego - Namysłowie - w 2018 r. nadano jego imię jednemu z miejskich skwerów, a na ścianie kamienicy, w której funkcjonował dom handlowy Bielschowskych (Rynek 7) umieszczona została upamiętniająca naukowca tablica. 
W 1985 powstało w Niemczech naukowe Towarzystwo im. Bielschowsky'ego (Bielschowsky-Gesellschaft für Schielforschung) skoncentrowane na badaniach strabologicznych (dotyczących zeza), niedowidzeniu oraz neurookulistyce.
Korespondencja i dokumenty Bielschowsky'ego dostępne są w Dartmouth College Library